# Mohammed Lakhdar-Hamina
Mohammed Lakhdar-Hamina (in arabo محمد الأخضر حمينة; M'Sila, 26 febbraio 1934 – Algeri, 23 maggio 2025) è stato un regista cinematografico, sceneggiatore e produttore cinematografico algerino.

## Biografia
Vinse la Palma d'oro al Festival di Cannes 1975. Produsse il film Ballando ballando di Ettore Scola (1983).

## Filmografia

### Regista
- Rih al awras (1966)
- Hassan Terro (1967)
- Décembre (1973)
- Cronaca degli anni di brace (Chronique des années de braise) (1975)
- Vent de sable (1982)
- La dernière image (1986)